# Massilieurodes setiger
Massilieurodes setiger là một loài côn trùng cánh nửa trong họ Aleyrodidae, phân họ Aleyrodinae.
Massilieurodes setiger được Goux miêu tả khoa học đầu tiên năm 1939.